# نوپسرها رودسیکا
نوپسرها رودِسیکا یک گونه سوسک از خانوادهٔ سوسک‌های شاخک‌دراز است. استفان فون برونینگ در سال ۱۹۷۸ این گونه را توصیف و بررسی کرد.